# Araneus aethiopissa
Araneus aethiopissa là một loài nhện trong họ Araneidae.
Loài này thuộc chi Araneus. Araneus aethiopissa được Eugène Simon miêu tả năm 1907.